# 찰스 드저넷

찰스 레이 드저넷(Charles Ray DeJurnett, 1952년 6월 17일 ~ 2020년 11월 11일)은 미식축구의 수비수이다. 그는 산호세 주립 대학에서 대학 미식축구를 했다. 1974년부터 1986년까지 그는 남 캘리포니아 선, 샌디에이고 차저스, 로스앤젤레스 램스 소속으로 월드 풋볼 리그 (WFL)와 NFL에서 모두 프로로 뛰었다.

## 어린 시절 및 대학 경력
미시시피 주 피카윤 에서 태어난 드저넷은 로스앤젤레스에서 자랐고 크렌소 고등학교 에 다녔다. 고등학교를 졸업한 후 드저넷은 웨스트 로스엔젤레스 칼리지에서 단기 대학 축구를 했다. 그는 산호세 주립 대학으로 옮겨 1972년과 1973년 팀에서 뛰었다.

## 프로 축구 경력
1974년 NFL 드래프트 에서 샌디에이고 차저스는 17라운드 전체 418위에 드저넷을 선택했다. 드저넷은 WFL의 남캘리포니아선 에서 프로 축구 경력을 시작했으며 1974년과 1975년 남캘리포니아선에서 32경기에 출전했다. 그는 1975년 WFL 올스타 수비팀에 선발되었다.
드저넷은ㅇ NFL 경력 동안 남부 캘리포니아에 남아 1976년부터 1980년까지 샌디에이고 차저스와 1982년부터 1986년까지 로스앤젤레스 램스 에서 뛰었다. NFL 경력에서 드저넷은 118경기에 출전하여 40경기에 선발 등판했다. 그는 1980년 차저스와 함께 어설픈 회복을 했다. 램스와 함께 드저넷는 1984년에 3개의 스틸이 있었고 1985년에는 1개의 스틸이 있었다.

## 개인 생활
드저넷은 결혼했고, 2020년 11월 11일 68세의 나이로 암으로 사망했다